# Метафізичний живопис

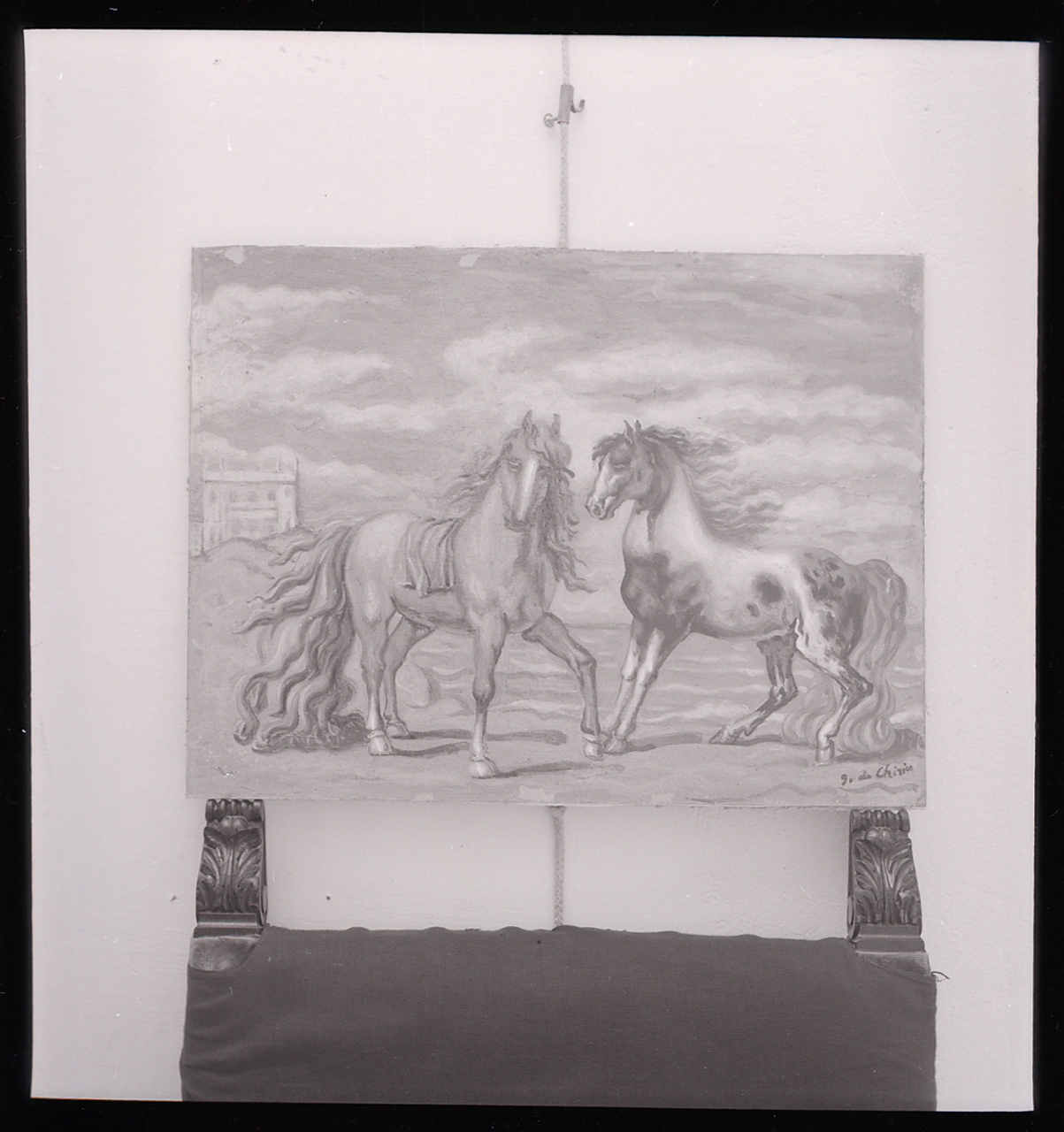
Джорджо де Кіріко «Cavalli»

Метафізичний живопис — коротка течія в мистецтві Італії XX століття.

## Дещо про метафізику
Слово «Метафізика» вперше використано в Стародавній Греції для назви твору філософа Аристотеля і перекладається як «те, що після фізики». Бо першим твором була якраз «Фізика».
Надалі слово метафізика почали вживати для назви розділу європейської філософії. Метафізичний живопис — не дуже вдала назва для живопису невеликої купки італійських художників, що створювали загадкові, занадто зашифровані, незрозумілі за змістом картини. Надзвичайно розвинена і стародавня культура Італії, її типові образи цитувались представниками метафізичного живопису, що створило уявлення про продовження національних художніх традицій.
Отже, метафізичний живопис дуже мало філософський чи настільки ж філософський, як і сюрреалізм, що поглинув знахідки і прийоми метафізичного живопису, але мав вже міжнародний характер.

## Історія виникнення
Засновником метафізичного живопису був художник Джорджо де Кіріко, італієць, але особа інтернаціональна з характером і звичками. Народився в Греції, мешкав у Німеччині, Італії і Франції. Мав декілька різнобарвних впливів — від німецького романтизму до новітніх і скороминущих паризьких течій. Але виробив свій важкуватий і малорухомий стиль, якого дотримувався все життя. Хворів на депресію.
Саме він в 1913–14 роках в Парижі почав малювати пустельні, фантазійні, міські пейзажі з цитатами італійської класики (гіпсові голови Аполлона, Зевса, схематичні галереї, суміш з випадкових речей — від бронзового монумента до гумової рукавиці тощо). Формування невеличкого об'єднанання метафізичних живописців пройшло у 1916 році в місті Феррара, Італія. До угруповання увійшли сам де Кіріко, Карло Карра́, Філіппо де Пізіс, Альберто Савиніо. Пізніше до них приєднався художник Джорджо Моранді. Течія була недовгою і 1921 роком фіксують її розпад.
Дослідники вважають появу метафізичного живопису реакцією на кризу футуризму, мистецької течії Італії. Сам метафізичний живопис не створив ані своєї школи, ані довгого мистецького об'єднання. А все-таки його помітили, і в Італії ціла низка митців мала вплив ідей метафізичного живопису, хоча насичувала свої картини різними власними знахідками (Маріо Сіроні, Массімо Кампільї, Анастасіо Сольдаті, Арденго Соффічі).
Твори представників метафізичного живопису розійшлися світом. Найбільші збірки в Мілані (приватні колекції), в Лондоні, в Нью-Йорку в Музеї сучасного мистецтва, в Чиказькому художньому інституті, в Стокгольмі (Нац.музей), у Венеції в фонді Пеггі Гугунгейм. Поодинокі зразки метафізичного живопису різними шляхами прийшли в колекції музею Ермітаж (Джорджо де Кіріко, Массімо Капмільі), Петербург і в Музей образотворчих мистецтв в Москві.

## Перелік митців метафізичного живопису
- Джорджо де Кіріко (1888–1978)
- Карло Карра (1881–1966)
- Артуро Мартіні (1889–1947). Скульптор
- Феліче Казораті (1883–1963)
- Джорджо Моранді (1890–1964)
- Філіппо де Пізіс (1896–1952)
- Альберто Савініо (1891–1952)